# Welcart
Welcart (Welcart e-Commerce) は、WordPress上で動作するオープンソースの電子商取引（EC）プラグインである。
2008年にコルネ株式会社（現：株式会社Welcart）によりリリースされ、オンラインショップの構築ツールとして利用されている。

## 解説

### 特徴
- WordPress上で動作する国産のECプラグインである
- 他のWordPressプラグインとの互換性がある（例：Contact Form 7 など）
- 独自の受注管理・在庫管理機能を搭載している
- WordPressの構造を利用して機能の拡張や編集が可能である

### 開発の歴史
Welcartは、2008年にコルネ株式会社（後の株式会社Welcart）によって開発が開始され、2009年に最初のバージョンが公開された。WordPressの管理画面から商品管理・受注処理・顧客管理が可能なプラグインとして設計されており、CMS機能とEC機能を統合して運用できる構造となっている。2021年には、開発元の社名が「コルネ株式会社」から「株式会社Welcart」へと変更された。

### ライセンス
GNU General Public License（GPL）

### 動作環境
Welcart e-Commerceを正常に動作させるためには、以下の環境が必要となる。
- WordPressバージョン : Wordpress5.6以上
- PHPバージョン : PHP 7.4から8.1
- データベース : MySQL5.5以上

### 脆弱性
- JVN#87266215 WordPress用プラグインWelcart e-Commerceにおける信頼できないデータのデシリアライゼーションの脆弱性（2025年4月1日）[1]
- JVN#19766555 WordPress用プラグイン Welcart e-Commerce における複数の脆弱性（2024年9月18日）[2]
- JVN#31073333 WordPress用プラグイン Welcart e-Commerce におけるディレクトリトラバーサルの脆弱性（2023年1月17日）[3]
- JVN#70566757 WordPress用プラグイン Welcart e-Commerce におけるクロスサイトスクリプティングの脆弱性（2021年6月11日）[4]

### 関連プロダクト
- Welcartクラウド
- Welcart専用テーマ
  - Welcart Basic
  - Welcart Bordeaux
  - Welcart Nova
  - Welcart Square
  - Welcart Carina
  - Welcart VOLL
  - Welcart Beldad
  - Welcart Panetteria
  - Welcart Mode
  - Welcart Assertive
  - Welcart Simple Plus
  - Welcart Simple Plus Lefty
  - Welcart Simple Plus Vertical
- Welcart専用プラグイン
  - WCEX Coupon
  - WCEX Google Shopping
  - WCEX Instagram Shopping
  - WCEX A8.net
  - WCEX SKU Select
  - WCEX Multi Price
  - WCEX Auto Delivery
  - WCEX DL Seller
  - WCEX Auto Delivery Update Regular Amount
  - WCEX DL Seller Update Continuation Amount
  - WCEX Favorites
  - WCEX Order List Widget
  - WCEX Delivery Address
  - WCEX Multiple Shipping
  - WCEX Widget Cart
  - WCEX zaiko Robot
  - WCEX NEXT ENGINE
  - WCEX RakurakuZaiko
  - WCEX Google Analytics4
  - WCEX Reports
  - WCEX Sagawa Number
  - WCEX Yamato Number
  - WCEX LINE Pay
  - WCEX Kuroneko Daikin Atobarai Service
  - WCEX Amazon Pay
  - WCEX Kuroneko Web Collect
  - WCEX atone
  - WCEX Atobarai.com